# São Cristóvão do Sul
São Cristóvão do Sul is een gemeente in de Braziliaanse deelstaat Santa Catarina. De gemeente telt 5.087 inwoners (schatting 2009).

## Aangrenzende gemeenten
De gemeente grenst aan Curitibanos, Mirim Doce, Ponte Alta en Ponte Alta do Norte.